# De Wendel
Die Familie de Wendel ist eine Großindustriellenfamilie aus Lothringen, die seit dem 18. Jahrhundert industriell tätig ist.
Der Offizierssohn Jean-Martin de Wendel erwarb 1704 die Seigneurie von Hayingen im Herzogtum Lothringen. Die Familie errichtete dort ihr Schloss und entwickelte über Generationen bemerkenswerte Aktivitäten in der Stahlindustrie.
Seit 1901 war die Familie auch im Bergbau tätig und besaß die Zeche De Wendel in Herringen, deren Schächte I und II nach deren Gründern Henri und Robert De Wendel benannt wurden. Die Schachtanlage wurde noch vor Beginn des Zweiten Weltkrieges in Heinrich-Robert umbenannt. Das Unternehmen ging schließlich 1969 in das Eigentum der Ruhrkohle AG über.
Die verschiedenen Unternehmen wurden nach dem Zweiten Weltkrieg noch in der Sollac und der Sidelor zusammengefasst. In der Stahlkrise wurden sie später von dem französischen Stahlkonzern Usinor-Sacilor übernommen, der 2002 im multinationalen Unternehmen Arcelor aufging.
Die Familie de Wendel besaß im lothringischen Kohlenrevier bei Kleinrosseln ein Steinkohlenbergwerk, welches heute als Museum „Carreau Wendel“ weiterbesteht. Außerdem hatte die Familie bei Stieringen ein Stahlwerk, woran der Ortsname Stiring-Wendel erinnert.
Die Familie ist weiterhin unternehmerisch tätig, z. B. als Aktionäre in der börsennotierten Investmentgesellschaft Wendel.

## Mitglieder der Familie
- François Ignace de Wendel (1741–1795)
- François de Wendel (1770–1821), Unternehmer[1]
- Henri de Wendel (1844–1906), Unternehmer und Reichstagsabgeordneter
- Charles de Wendel (1871–1931), Unternehmer und Reichstagsabgeordneter, Neffe von Henri de Wendel